# Sparkassen Giro Bochum 2007
Lo Sparkassen Giro Bochum 2007, decima edizione della corsa, valido come evento dell'UCI Europe Tour 2007 categoria 1.1, si svolse il 5 agosto 2007 su un percorso di 175,2 km. Fu vinto dal belga Andy Capelle, che terminò la gara in 4h 03' 44" alla media di 43,128 km/h.
Alla partenza erano presenti 182 ciclisti, dei quali 128 portarono a termine il percorso.

## Ordine d'arrivo (Top 10)
| Pos. | Corridore       | Squadra         | Tempo    |
| ---- | --------------- | --------------- | -------- |
| 1    | Andy Capelle    | Landbouwkrediet | 4h03'44" |
| 2    | Tom Stamsnijder | Gerolsteiner    | a 9"     |
| 3    | Bert Grabsch    | T-Mobile Team   | a 20"    |
| 4    | Gorik Gardeyn   | Unibet.com      | a 26"    |
| 5    | Martin Pedersen | Team CSC        | s.t.     |
| 6    | Gabriel Rasch   | Maxbo           | s.t.     |
| 7    | Paul Voss       | 3C-Lamonta      | s.t.     |
| 8    | Ralf Grabsch    | Team Milram     | s.t.     |
| 9    | Dominik Roels   | Akud Rose       | s.t.     |
| 10   | Matija Kvasina  | Perutnina Ptuj  | s.t.     |